# EU-Oversættelsescentret
Oversættelsescentret for Den Europæiske Unions Organer blev oprettet i Luxembourg den 28. november 1994 for at varetage de oversættelsesbehov, der fandtes hos mange af EU's agenturer og kontorer.